# Oenoe
Oenoe is een geslacht van vlinders van de familie echte motten (Tineidae).

## Soorten
- O. eupasta (Turner, 1933)
- O. euphrantis Meyrick, 1927
- O. hemiphara (Meyrick, 1893)
- O. hybromella Chambers, 1874
- O. minimella Forbes, 1930
- O. ocymorpha (Meyrick, 1893)
- O. pumiliella (Walsingham, 1897)
- O. synchorda Meyrick, 1919